# Premio Nacional de Artes Musicales de Chile
El Premio Nacional de Artes Musicales de Chile fue creado en 1992 mediante la ley 19169. Se otorga «a la persona que se haya distinguido por sus logros en la respectiva área de las artes» (Artículo 8.º de la referida ley). Forma parte de los Premios Nacionales de Chile y fue creado como reorganización del Premio Nacional de Arte, que se entregó anualmente entre 1944 y 1992 y alternaba la mención entre pintura o escultura, música y teatro. 
El Premio, que se concede cada año par, consiste en un diploma, la  suma de $6 576 457 (pesos chilenos) de 1992 reajustados según el IPC y una pensión vitalicia mensual de 20 UTM.

## Galardonados
- 1992 - Juan Orrego Salas (1919-2019)[1]
- 1994 - Margot Loyola Palacios (1918-2015)[2]
- 1996 - Carlos Botto Vallarino (1923-2004)[3]
- 1998 - Elvira Savi Federici (1920-2013)[4]
- 2000 - Carlos Riesco Grez (1925-2007)[5]
- 2002 - Fernando García Arancibia[6]
- 2004 - Cirilo Vila (1937-2015)[7]
- 2006 - Fernando Rosas (1931-2007)[8]
- 2008 - Miguel Letelier (1939-2016)[9]
- 2010 - Carmen Luisa Letelier[10]
- 2012 - Juan Pablo Izquierdo[11]
- 2014 - Leon Schidlowsky (1931-2022)[12]
- 2016 - Vicente Bianchi (1920-2018)[13]
- 2018 - Juan Allende-Blin[14]

- 2020 - Miryam Singer
- 2022 - Elisa Avendaño Curaqueo
- 2024 - Valentín Trujillo[15]